# Ramón Pérez Costales
Ramón Pérez Costales (Oviedo, 31 de maig de 1832 -Madrid, 18 de gener de 1911) va ser un metge i polític asturià.

## Biografia
Va estudiar la carrera de Medicina a Madrid i després a Santiago de Compostel·la, on la va acabar en 1855. Després de començar a exercir la seva professió a Talavera de la Reina, oposità a una plaça de metge militar, sent destinat a La Corunya. De forta mentalitat progressista va deixar aviat l'exèrcit i es va involucrar en diferents moviments contra Isabel II, la qual cosa el va obligar a anar-se'n a Portugal per un temps.
En 1868 després de la revolució va tornar a La Corunya contribuint a estendre les idees republicà-federalistes del seu mentor Francesc Pi i Margall. Fou elegit diputat per La Corunya a les eleccions generals espanyoles d'abril de 1872, l'any següent proposa el que seria, sens dubte, el seu text polític més important, la proposta d'Estatut de Galícia redactada per José Sánchez Villamarín que demanava "una Galícia independent però part integrant de la nació", que no va prosperar per la poca durada de la I República. Fou reescollit diputat a les eleccions generals espanyoles d'agost de 1872 i a les de 1873. En 1873 fou designat breument ministre de Foment.
En acabar la república amb la restauració borbònica va tornar a La Corunya per exercir la medicina privada, sense renunciar a les seves idees republicanes i galleguistes. Quan els republicans federalistes elaboraren novament en 1883 un projecte de Constitució per al Estado Galaico, que fou aprovat per la primera assemblea federal gallega celebrada en 1886, fou elegit un Consell de Govern executiu presidit per Segundo Moreno Barcia i quatre membres més, un per cada província gallega. Pérez Costals fou designat en representació de la Corunya.
En 1894 senta el precedent de la Real Academia Galega en promoure junt amb l'escriptora Emilia Pardo Bazán una Comissió Gestora per a la creació de l'Acadèmia Gallega sobre la base de la sociedat Folklore Gallego. Posteriorment, en la creació de l'actual Real Academia Galega, en 1906, seria nomenat acadèmic d'honor.